# Kazimiera Szczuka
Kazimiera Szczuka (née le 22 juin 1966 à Varsovie) est une historienne et critique littéraire polonaise. Membre du parti Verts 2004, elle défend les droits des gays et le droit à l'avortement.